# كوليور
كوليور (بالإنجليزية: Collioure) هي بلدية ومدينة فرنسية تاريخية تقع في منطقة أوكسيتانيا بجنوب فرنسا في أوروبا.

## تاريخ
كوليور تعتبر منطقة تاريخية منذ القدم، عثر على سجل للقلعة في "كاستروم كوكوليبيري" بذكرها من عام 673 مما يشير إلى أن المدينة كانت ذات أهمية استراتيجية وتجارية خلال صعود القوط الغربيين.

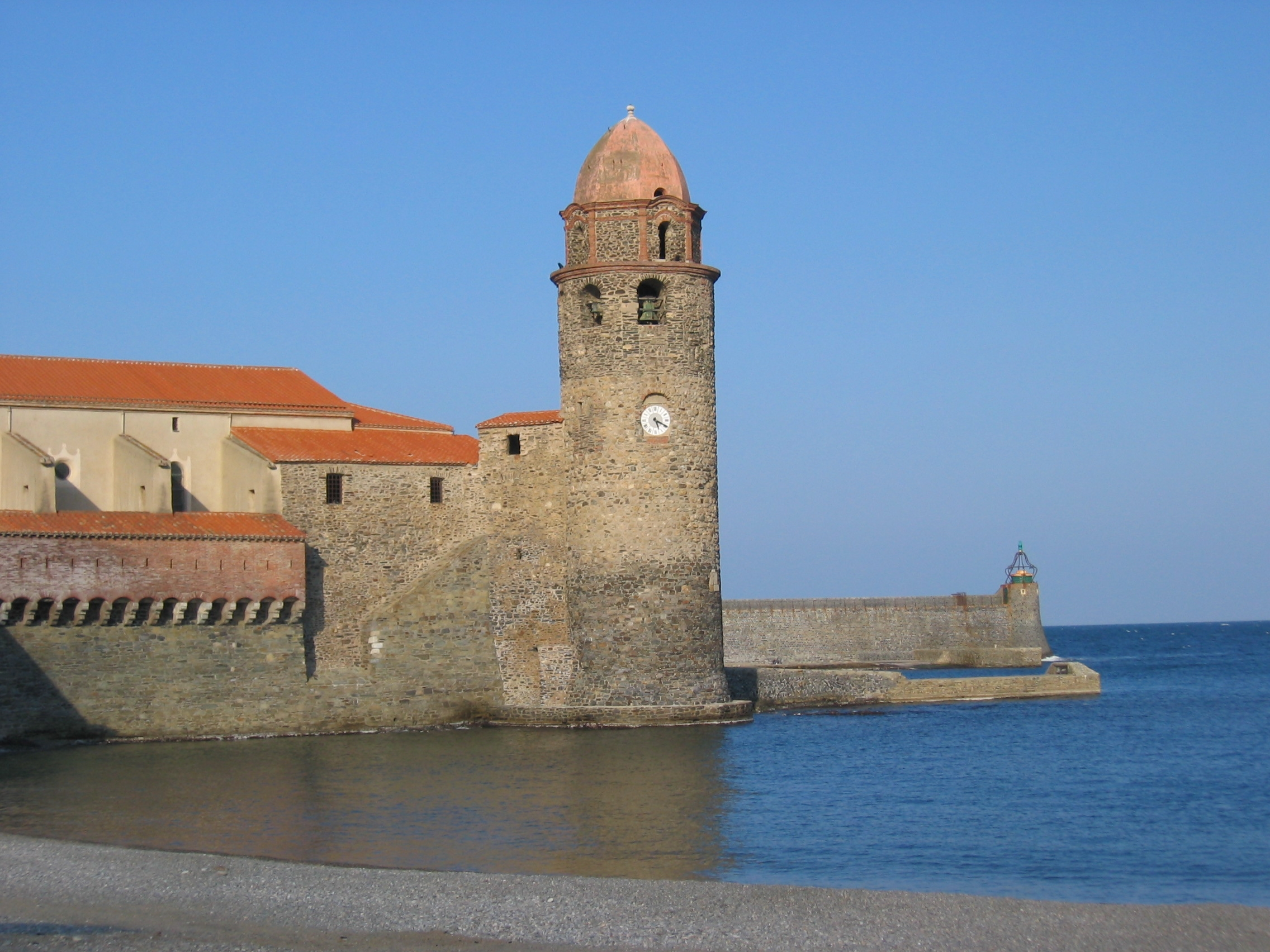
قلعة ومنارة كوليور

تم الاستيلاء على كوليور في عام 1642 من قبل القوات الفرنسية، استسلمت المدينة رسميًا لفرنسا بموجب معاهدة البيرينيه عام 1659.
نظرًا لأهميتها الإستراتيجية فقد تم تحسين تحصينات المدينة في عهد لويس الرابع عشر، رغم التحصينات حاصرت القوات الإسبانية كوليور واحتلتها في عام 1793، وتعتبر آخر محاولة إسبانية للاستيلاء على المدينة.
بعد عام تم استعادة المدينة من قبل الجنرال الفرنسي جاك فرانسوا مينو.

## اقتصاد
تشتهر كوليور أيضًا بسمك الأنشوجة الشهير.

## ثقافة
يقام مهرجان سانت فنسنت السنوي في 15 أغسطس من كل عام وأصبحت المدينة مركزاً للنشاط الفني.